# 1965년 CONCACAF 챔피언스컵
1965년 CONCACAF 챔피언스컵(1965 CONCACAF Champions' Cup)은 1965년 10월 3일부터 1966년 3월 31일까지 개최된 CONCACAF 챔피언스컵 대회이다. 대회가 진행 도중에 중단됨에 따라 우승 팀이 공석으로 남게 되었고 해당 대회 또한 무효 처리되었다.

## 북아메리카 지역
해당 대회에 참가한 팀이 없는 관계로 취소되었다.

## 중앙아메리카 지역

### 1라운드
| 팀 1              | 합계 | 팀 2     | 1차전 | 2차전 |
| ----------------- | ---- | -------- | ----- | ----- |
| 아길라            | 6-2  | 아우로라 | 4-11  | 2-11  |
| 산타세실리아      | 3-3  | 올림피아 | 2-12  | 0-32  |
| 우니온 에스파뇰라 | 1-9  | 사프리사 | 1-13  | 0-82  |

1 1차전은 1965년 10월 3일에 엘살바도르 산미겔에서, 2차전은 1965년 10월 10일에 과테말라 과테말라시티에서 열렸다.
2 1차전은 1965년 10월 3일에 니카라과 마나과에서, 2차전은 1965년 10월 10일에 온두라스 테구시갈파에서 열렸다.
3 1차전은 1965년 10월 17일에 파나마 파나마시티에서, 2차전은 1965년 11월 5일에 코스타리카 산호세에서 열렸다.

### 2라운드
| 팀 1   | 합계 | 팀 2     | 1차전 | 2차전 |
| ------ | ---- | -------- | ----- | ----- |
| 아길라 | 4-3  | 올림피아 | 4-24  | 0-14  |

4 1차전은 1965년 10월 25일에 엘살바도르 산미겔에서, 2차전은 1965년 10월 31일에 온두라스 테구시갈파에서 열렸다.

### 3라운드
| 팀 1   | 합계 | 팀 2     | 1차전 | 2차전 |
| ------ | ---- | -------- | ----- | ----- |
| 아길라 | 1-2  | 사프리사 | 1-25  | 0-05  |

5 1차전은 1966년 3월 27일에 엘살바도르 산살바도르에서, 2차전은 1966년 3월 31일에 코스타리카 산호세에서 열렸다.

## 카리브해 지역

### 1라운드

#### A조
A조의 모든 경기는 1965년 12월 13일부터 12월 17일까지 네덜란드령 안틸레스의 빌렘스타트에서 열릴 예정이었으나 취소되었다.
| 팀 1             | 결과 | 팀 2             |
| ---------------- | ---- | ---------------- |
| 레일웨이스       | 취소 | 인두스트리알레스 |
| 에글 누아르      | 취소 | 레일웨이스       |
| 인두스트리알레스 | 취소 | 에글 누아르      |

#### B조
B조의 모든 경기는 1965년 12월 13일부터 12월 17일까지 네덜란드령 안틸레스의 오라녜스타트에서 열릴 예정이었으나 취소되었다.
| 팀 1     | 결과 | 팀 2     |
| -------- | ---- | -------- |
| 패러곤   | 취소 | 트란스발 |
| 트란스발 | 취소 | RCA      |
| RCA      | 취소 | 패러곤   |

### 2라운드
2라운드 경기는 1965년 12월 19일에 네덜란드령 안틸레스의 빌렘스타트에서 열릴 예정이었으나 취소되었다.
| 팀 1    | 결과 | 팀 2    |
| ------- | ---- | ------- |
| A조 1위 | 취소 | B조 1위 |

## 결승전
| 팀 1     | 합계 | 팀 2               | 1차전 | 2차전 |
| -------- | ---- | ------------------ | ----- | ----- |
| 사프리사 | 취소 | 카리브해 지역 승자 |       |       |

사프리사가 기권함에 따라 취소되었다.